# Marin Bečić
Bečić, Marin (Becichemnus, Becichio, Becichemo), humanist, diplomat, latinist i sveučilišni profesor, (Skadar, 1468. – Padova, 1526.).

## Životopis
Vjeruje se da je rođen u Skadru. Podrijetlom iz Paštrovića. Iz ugledne je diplomatske obitelji. Otac Marin Bečić bio je oko trideset godina obnašao dužnost tajnika Mletačke Republike na osmanskom dvoru. Djed Petar Bečić bio je albanski poslanik u Mlecima. Mati je bila iz obitelji milanskih trgovaca. Padom Skadra pod osmansku vlast 1477. roditelji mu padaju u tursko zarobljeništvo, a Marin s rođacima bježi u Bresciju. Izučio je latinski i grčki. U blizinu rodnog kraja vraća se nešto poslije 1484. godine. Smjestio se u Ulcinj gdje se oženio u uglednoj obitelji Dabro. Od 1492. boravi u Dubrovniku na poziv dubrovačkog Vijeća umoljenih gdje radi kao rektor škole. Prijateljevao s pjesnikom Ivanom Gučetićem. Nakon četiri godine napušta Dubrovnik i u mletačkoj je službi. Bio je u Napulju tajnik providura mletačke flote Melchiorra Trevisana.  Od 1500. punopravni mletački državljanin. Otvorio je humanističku školu u Mlecima. Povezao se s mjesnim humanistima i patricijima. Vodio disputacije o Ciceronu i Quintilijanu. U Mlecima boravi 17 godina, nakon čega seli u Padovu gdje radi kao nastavnik retorike. Autor prigodničarskih govora. Računajući 1514. na profesuru u Mantovi stupio je u vezu s Isabellom d’Este (Gonzaga) te je sastavio djelo koje je pohvala mantovskih vladarima i piscima. Šime Ljubić ga je uvrstio u svoj biografski rječnik uglednih osoba iz Dalmacije, a zabilježio ga je i Serafin Marija Crijević. Zbirke Bečićevih djela su u mletačkoj biblioteci Marciani i u biblioteci Vaticani.

## Vanjske poveznice
- Portal LZMK  Arhivirana inačica izvorne stranice od 19. siječnja 2015. (Wayback Machine) Bečić, Marin